# سندرم ساوان
سندرم ساوانت (به فرانسوی: Syndrome du savant), یا ساوانتیسم، شرایطی است که در آن افرادی با ناتوانی ذهنی واضح، قابلیت‌های مشخصی فراتر از حد متوسط نشان می‌دهند. مهارت‌هایی که مبتلایان به این سندرم معمولاً بروز می‌دهند، بیشتر در ارتباط با حافظه است و می‌تواند شامل محاسبات سریع، علم پزشکی، توانایی هنری، نقشه‌نگاری یا توانایی در موسیقی باشد. معمولاً فقط یک مهارت وجود دارد.
افراد مبتلا به این شرایط عموماً دچار اختلالات عصبی تکاملی از قبیل اختلال اوتیسم یا آسیب مغزی هستند. تقریباً نیمی از موارد دچار اوتیسم بوده که به آن‌ها ساوانت اوتیسمی گفته می‌شود. با اینکه این شرایط معمولاً در کودکی ظهور می‌کند، اما در برخی موارد در بزرگسالی ایجاد می‌شوند. این شرایط در دی‌اس‌ام-۵ به عنوان بیماری روانی شناخته نشده‌است. (هیچگونه بیماری روانیDSM-5 به نام ساوانت وجود ندارد)
این نوع بیماری یک نوع اختلال عصبی است. این شرایط بسیار نادر است. یک برآورد نشان می‌دهد که تقریباً در هر یک میلیون نفر، یک نفر به آن دچار می‌شود. (یعنی به‌طور تقریبی۸۰ نفر در ایران به این سندرم مبتلا هستند). موارد مبتلایان مؤنث نیز بسیار نادرتر از مبتلایان مذکر است. اولین مورد از این شرایط در سال ۱۷۸۳ گزارش شده‌است. از هر ۱۰ تا ۲۰۰ نفر اوتیسمی، یک نفر دچار سطوح مختلف از اوتیسم ساوانت است. سریال ترکی دکتر معجزه گر به این اختلال عصبی به صورت جدی پرداخته‌است. برآورد می‌شود که در حال حاضر کمتر از صد فرد مبتلا به ساوانت با مهارت‌های فوق‌طبیعی وجود داشته باشد.

## علائم و عوارض
مهارت‌های ساوان معمولاً در یک یا چندین حوزه از پنج حوزهٔ اصلی بروز می‌کند: هنر، حافظه، ریاضی، توانایی موسیقی و دستکاری تصویری.
با وجود اینکه این بیماری تشخیص پزشکی ندارد، ولی محقق دارولد ترفرت این سندرم را ارثی یا ژنتیکی می‌داند.
با توجه به نظریهٔ ترفرت، تقریباً نیمی از مبتلیان به سندرم ساوان، از اوتیسم رنج می‌برند، در حالی که نیمهٔ دیگر به بیماری‌های عقب ماندگی ذهنی، بیماری‌های توسعه، ناهنجاری‌های مغزی یا بیماری‌هایی نظیر شیزوفرنی دچار هستند. او می‌گوید، همهٔ این کسانی که اوتیسم دارند، ساوان نیستند و برعکس این قضیه هم صادق است. دیگر دانشمندان ردپاهای این دو سندرم (اوتیسم و ساوانتیسم) را به هم ربط می‌دهند، یا نظریه‌های قبلی در مورد جزیره‌ای بودن (خاص) بودن ساوان را رد کرده‌اند.
با وجود اینکه این حالت بسیار نادرتر از خود سندرم ساوان است، ولی عده‌ای هستند که بدون داشتن ناهنجاری خاصی دارای توانایی‌های خاص هستند؛ یعنی این توانایی‌ها بر اثر یک آسیب مغزی ایجاد نمی‌شود. این نطریه ضربه‌ای بود به نظریهٔ معلول بودن افراد دارای سندرم ساوان.

## آثار هنری
فیلم‌ها و مجموعه‌های تلویزیونی زیر به سندرم ساوان پرداخته‌اند:
- مرد بارانی (فیلم ۱۹۸۸)
- سریال دکتر خوب (محصول ۲۰۱۳ کره)
- ذهن زیبا (فیلم ۲۰۰۱)
- https://fa.m.wikipedia.org/wiki/دکتر_خوب_(مجموعه_تلویزیونی)(آمریکا%5Bپیوند+مرده%5D 2019-2017)]
- دکتر معجزه (ترکیه ۲۰۱۹)
- بی خانمان (سریال محصول کره ۲۰۱۹)
- سریال کره ای موش(mouse kdrama)محصول سال ۱۳۹۹ شمسی